# 小泉まさみ&こんがりトースト
小泉まさみ&こんがりトースト（こいずみまさみあんど-）は、日本のフォークグループ。

## メンバー
小泉まさみ・名和真・吉田サトシ・南雲和義・田切純一

## シングル
- おやすみ
- 妹の部屋
- バイバイゲーム

## アルバム
- メロディランド - （ワーナーパイオニア、1975年）